# Trò chơi năm 1980
Trang này liệt kê các board game,  card game, wargame, miniatures game, và trò chơi nhập vai tabletop xuất bản năm 1980.  Đối với trò chơi điện tử, xem Trò chơi điện tử năm 1980.

## Trò chơi được phát hành hoặc phát minh năm 1980
- Ace of Aces
- Across Suez
- Annihilator & One World
- Apocalypse
- Arena of Death
- Artifact
- Asteroid
- Azhanti High Lightning
- Barbarian Kings
- Basic Role-Playing (hệ thống trò chơi nhập vai)
- Beachhead
- Berlin '85
- Can't Stop
- Car Wars
- Citadel of Blood
- Civilization
- Dark Nebula
- Death and Destruction
- Deathmaze
- Devil's Den
- Doctor Who: The Game of Time & Space
- DragonQuest (trò chơi nhập vai)
- Duel Arcane
- Empire Builder
- Empires of the Middle Ages
- Engage & Destroy
- Fifth Corps
- Final Frontier
- Forest Wars of the Haven
- Fast Attack Boats
- Hero
- Hof Gap
- Intruder
- Journey
- King of the Mountain
- Kings & Castles
- Knights and Magick
- Land of the Rising Sun (trò chơi nhập vai)
- Laser Tank
- The Longest Day
- The Morrow Project (trò chơi nhập vai)
- Mythology
- Odysseus (trò chơi nhập vai)
- O.K. Corral
- Panzer Pranks
- Quirks
- Raid on Iran
- Ram Speed
- Revolt on Antares
- Robots!
- Rolemaster (trò chơi nhập vai)
- Rommel's Panzers
- Shooting Stars
- Skull & Crossbones (trò chơi nhập vai)
- The Sorcerer's Cave Extension Kit
- Space Opera (trò chơi nhập vai)
- Space Warrior
- Spellbinder
- Star Commandos
- Starfire II
- Swashbuckler
- Tau Ceti 2015 AD
- Time Tripper
- Timelag
- Titan
- Top Secret (trò chơi nhập vai)
- Trax
- Valkenburg Castle
- Valley of the Four Winds
- The War of the Worlds
- Warlock (card game)
- World of Greyhawk Fantasy World Setting
- The Wreck of the B.S.M. Pandora

## Giải thưởng trò chơi được trao năm 1980
- Spiel des Jahres: Rummikub

## Sự kiện lớn liên quan đến trò chơi năm 1980
- FASA Corporation được thành lập bởi Jordan Weisman và L. Ross Babcock III.
- Iron Crown Enterprises được thành lập.
- Steve Jackson Games được thành lập.